# Волошин Анатолій Борисович
Воло́шин Анатолій Борисович (*13 червня 1946) — колишній міський голова міста Черкаси.

## Життєпис
Після закінчення середньої школи з 1965 по 1968 роки служив у лавах Радянської армії. Працював на Черкаському заводі хімреактивів, з 1974 року працював на ЗАТ «Юрія» на різних посадах. Почав роботу слюсарем, потім художником-оформлювачем. 1990 року обраний головою профкому підприємства, з 1992 року — головою ради орендарів, з 1994 року — головою правління колективного підприємства «Юрія». 1995 року став його генеральним директором. За час роботи налагодив тісні ділові та особисті зв'язки з головами колективних сільськогосподарських підприємств. Одним з перших ЗАТ «Юрія» організувала збирання молока напряму від приватних постачальників.
1999 року отримав вищу освіту в Черкаському інституті управління бізнесу за спеціальністю «економіст-маркетолог». Протягом 5 років пройшов навчання з маркетингу та збуту, менеджменту, бухгалтерському обліку та фінансовому плануванню на семінарах, організованих провідними західно-європейськими та американськими фірмами, зокрема «Western NIS Enterprice Fund» (США) та «САІВ» (Австрія). Зараз очолює обласну організацію «Фонд культури».

## Політична діяльність
Двічі обирався депутатом Черкаської міської ради. З березня 1998 року — депутат Черкаської обласної ради від Нової економічної партії, очолював аграрну комісію. На час виборів — член Демократичної партії України. 2001 року був обраний головою правління Черкаського обласного фонду культури. У 2002—2006 роках займав посаду міського голови.

## Захоплення
Полюбляє мистецтво (живопис, театр, музика), любить відпочинок на природі, подорожі.